# New Carlisle (Indiana)
New Carlisle – miasto w Stanach Zjednoczonych, w stanie Indiana, w hrabstwie St. Joseph.